# Pavone Canavese
Pour les articles homonymes, voir Canavese et Pavone.
Pavone Canavese (en français Pavon-en-Canavais) est une commune italienne de la ville métropolitaine de Turin, dans la région Piémont.
Son attraction principale est l'ancien château-fort, le château de Pavone Canavese, qui surplombe son centre-ville.

## Administration
| Période                                  | Période  | Identité                 | Étiquette | Qualité |
| ---------------------------------------- | -------- | ------------------------ | --------- | ------- |
| 14 juin 2004                             | En cours | Maria Francesca Cornelio |           |         |
| Les données manquantes sont à compléter. |          |                          |           |         |

### Communes limitrophes
Ivrea, Banchette, Samone (Turin), Colleretto Giacosa, Romano Canavese, Perosa Canavese, San Martino Canavese.

## Personnalités liées à la commune
- Antonin Gianotti (1871-1948), né à Pavone Canavese, député français des Alpes-Maritimes.